# Bewsey
Bewsey is een plaats in het bestuurlijke gebied Warrington, in het Engelse graafschap Cheshire. De plaats telt 3.330 inwoners.